# 윤진서
윤진서(본명: 윤수경, 한국 한자: 尹水京, 1983년 8월 5일~ )는 대한민국의 배우이다. 2001년 연기 활동을 시작해 2003년 박찬욱 감독의 영화 《올드보이》에 조연으로 출연하면서 얼굴이 알려졌다. 《올드보이》로 2004년 백상예술대상 영화부문 여자 신인연기상을 수상했다. 이후 영화 《슈퍼스타 감사용》(2004년), 《바람 피기 좋은 날》(2007년), 《두 사람이다》(2007년), 《비스티 보이즈》(2008년), 《비밀애》(2010년), 드라마 《돌아온 일지매》(2009년), 《도망자 플랜 B》(2010년), 《일년에 열두남자》(2012년), 《냄새를 보는 소녀》(2015년) 등에 출연했다.

## 삶과 경력

### 어린 시절과 배우 데뷔
윤진서는 1983년 8월 5일 서울에서 1남 2녀 중 차녀로 태어나, 구일초등학교, 신서중학교, 양천여자고등학교를 거쳐 서울예대 연극과를 졸업했다. 그녀는 가정 환경에 대해 2013년 발간한 산문집에서 “아버지에게 사랑을 받으며 자라는 또래 아이들이 나는 늘 부러웠다.”, “난 아버지랑 같이 살지 못”했다, “행복하고 따뜻했던 가정은 아니었”다고 쓰고 있다.
윤진서는 고등학교 시절 단짝 친구들과 떨어지기 싫어 인원제한이 없던 연극부에 가입해서 활동했다. 고등학교 2학년 여름방학 때 상명대학교가 주최한 고등학생을 위한 영화교육 프로그램에 참가하였는데, 그곳에서 만난 친구들을 통해 유럽 영화를 접하고 흠뻑 빠지게 되었다. 그녀는 “지금까지 경험해 보지 못한 영화의 신세계에 나는 홀딱 빠져버렸고, 아직도 세상엔 재미있고 훌륭한 영화들이 많으며, 내가 본 영화는 그중 천분의 일도 채 되지 않음을 실감했다.”고 밝혔다. 윤진서는 이후 고등학교 3학년 때인 2001년 영화 《버스, 정류장》에 오디션을 거쳐 단역(여학생3)으로 캐스팅돼 출연하면서 영화계에 발을 들여놓게 되는데(개봉은 2002년), 2008년 필름2.0과의 인터뷰에서 왜 배우가 됐냐는 질문에 “고등학교 2학년 때 단편영화를 연출해본 경험이 있다. (...) 배우로 한 학년 아래 후배를 캐스팅했는데 연기가 너무 답답한 거다. 자꾸 예쁘게만 보이려고 하는 거다. (...) 뭔가 말로 설명할 수 없는 아우라가 함께 있었으면 했다. 그래서 차라리 내가 연기를 해봐야겠다고 마음먹었다. 나는 미인이 아니니까 영화에서 예쁘게만 보이지 않을 거라는 이상한 자신감 같은 것이 있었다.”라고 말하였다.

## 학력
- 서울구일초등학교 (졸업)
- 신서중학교 (졸업)
- 양천여자고등학교 (졸업)
- 서울예술대학교 연극과 (졸업)

## 활동 영역

### 2003년 이후의 활동
단역과 단편영화 출연 경력이 전부였던 신인 배우 윤진서는 2003년 11월 개봉한 박찬욱 감독의 화제작 《올드보이》에 출연하면서 처음 주목을 받았다. 이 영화는 윤진서가 이름이 있는 배역으로 출연한 첫 작품으로, 그녀는 조연이긴 하나 중요한 역할인 이우진(유연석/유지태 분)의 누나 이수아를 연기했다. 윤진서는 이 작품에서 신비하고 순수한 이미지를 선보이며 주목을 받았고, 2004년 백상예술대상 영화부문 여자 신인연기상을 수상하였다. 윤진서는 《올드보이》가 개봉한 다음 달인 2003년 12월 류승범과 같이 출연한 MBC의 5분 드라마인 《한뼘드라마》 〈크리스마스의 연인〉 편을 통해 텔레비전에도 얼굴을 비추었다.
다음 해인 2004년 초 윤진서는 서태지의 7집 《7th Issue》 수록곡인 〈로보트〉와 〈Heffy End〉 및 〈Live Wire〉의 뮤직비디오에 출연하였다. 같은 해 9월 개봉한 야구를 소재로 한 영화 《슈퍼스타 감사용》에서는 야구장 직원 박은아 역으로 출연해 감사용(이범수 분)과의 로맨스를 연기했다. 그녀는 《슈퍼스타 감사용》에 출연한 이후 발음 교정의 필요성을 느껴 성우에게 발성과 발음을 교습받았다. 윤진서는 이 해 영화 잡지 프리미어가 영화 관계자들을 대상으로 한 설문조사에서 과대평가된 여자배우에 1위인 전지현에 이어 2위에 뽑히기도 했다. 이후 2005년 10월 개봉한 일곱 남녀의 사랑을 그린 로맨스 영화 《내 생애 가장 아름다운 일주일》에서 꽃미남 가수를 짝사랑하는 예비수녀 임수경을 연기했는데, “평범한 캐릭터보다는 영화적인 캐릭터를 해보고 싶”어 이 작품을 선택했다고 말했다. 같은 해 11월 개봉한 《사랑해, 말순씨》에서는 극중 광호(이재응 분)가 짝사랑하는 옆방 누나 은숙을 연기했다.
윤진서는 2007년 개봉한 불륜을 소재로 한 영화 《바람 피기 좋은 날》에 김혜수, 이민기, 이종혁과 함께 출연해 이종혁(여우 두 마리 역)의 상대역인 내숭쟁이 주부 작은 새를 연기했고, 만화가 강경옥의 동명 만화를 원작으로 한 공포영화 《두 사람이다》에서 주변 사람들의 살해 시도에 시달리는 고등학생 김가인을 연기했다.

## 출연 작품

### 영화
| 연도† | 제목                         | 역할               | 비고                             |
| ----- | ---------------------------- | ------------------ | -------------------------------- |
| 2001  | 아름다운 유년                | 누나               | 단편영화                         |
| 2002  | 버스, 정류장                 | 여학생3            |                                  |
| 2002  | 취화선                       | 단역(기생)         | 정확한 역할의 명칭이 없음        |
| 2003  | 모빌(자장가)                 |                    | 옴니버스 영화 《쇼 미》 중 한 편 |
| 2003  | 올드보이                     | 이수아/미장원 소녀 |                                  |
| 2003  | 따로 또 같이                 |                    | 옴니버스 영화 《이공》 중 한 편  |
| 2004  | 슈퍼스타 감사용              | 박은아             |                                  |
| 2004  | 나의 새 남자친구             |                    | 단편영화                         |
| 2005  | 친절한 금자 씨               | 감방 죄수          | 우정출연                         |
| 2005  | 내 생애 가장 아름다운 일주일 | 임수경             |                                  |
| 2005  | 사랑해, 말순씨               | 은숙               |                                  |
| 2007  | 바람 피기 좋은 날            | 작은새             |                                  |
| 2007  | 두 사람이다                  | 김가인             | 만화가 강경옥의 동명 만화가 원작 |
| 2007  | 울어도 좋습니까?             | 영남               |                                  |
| 2008  | 비스티 보이즈                | 지원               |                                  |
| 2008  | 우린 액션배우다              | uncredited, 본인   | 다큐멘터리 영화                  |
| 2008  | 이리                         | 진서               |                                  |
| 2010  | 비밀애                       | 연이               |                                  |
| 2011  | 결정적 한방                  | 박하영             |                                  |
| 2012  | 영화판                       |                    | 다큐멘터리 영화                  |
| 2013  | 그녀가 부른다                | 진경               |                                  |
| 2014  | 경주                         | 김여정             |                                  |
| 2014  | 산타바바라                   | 수경               |                                  |
| 2015  | 태양을 쏴라                  | 사라               |                                  |
| 2017  | 커피메이트                   | 인영               |                                  |
| 2018  | 리벤져                       | 말리               |                                  |
| 2019  | 재혼의 기술                  | 미경               | 특별출연                         |

†개봉일(공개일) 순.

### 텔레비전
| 연도 | 제목                              | 역할        | 방송사        | 비고                     |
| ---- | --------------------------------- | ----------- | ------------- | ------------------------ |
| 2003 | 한뼘드라마                        | 진서        | MBC           | 〈크리스마스의 연인〉 편 |
| 2004 | 파리의 연인                       | 단역        | SBS           | 마지막회에 출연          |
| 2004 | MBC 베스트극장                    | 정맑음      | MBC           | 〈액션배우 정맑음〉 편   |
| 2009 | 돌아온 일지매                     | 달이/월희   | MBC           | 1인2역                   |
| 2010 | 도망자 플랜 B                     | 윤소란 형사 | KBS2          |                          |
| 2012 | 일년에 열두남자                   | 나미루      | tvN           |                          |
| 2013 | 상속자들                          | 차은석      | SBS           | 1회 특별출연             |
| 2013 | KBS 드라마 스페셜                 | 서하진      | KBS2          | 〈진진〉 편              |
| 2014 | 패션왕 코리아 2                   | 출연        | SBS           |                          |
| 2015 | 냄새를 보는 소녀                  | 염미        | SBS           |                          |
| 2015 | 나에게 건배                       | 라여주      | UMAX & O'live |                          |
| 2016 | 대박                              | 숙빈 최씨   | SBS           |                          |
| 2020 | 드라마 스테이지2020 - 통화권 이탈 | 최선영      | tvn           | 1부작                    |
| 2022 | 모범가족                          | 은주        | Netflix       |                          |

### 뮤직 비디오
| 연도 | 곡명            | 가수    |
| ---- | --------------- | ------- |
| 2004 | 로보트          | 서태지  |
| 2004 | Heffy End       | 서태지  |
| 2004 | Live Wire       | 서태지  |
| 2005 | 귀로            | 나얼    |
| 2009 | 잘 지내         | 정엽    |
| 2010 | 지나간다        | 김범수  |
| 2011 | 옷자락이라도    | M시그널 |
| 2014 | 날 위로하려거든 | 윤상    |

## 그 밖의 활동

### 음반
- 2008년 〈L'amourse〉 (디지털 싱글)
- 2009년 〈내가 꿈꾸는 그 곳〉 (돌아온 일지매 OST 4번 트랙)

### 저서
- 산문집 《Vivre sa vie》(비브르 사 비). 그책, 2013, ISBN 978-89-94040-41-7
- 소설 《파리 빌라》. 달, 2015, ISBN 979-11-58160-05-0

## 수상 및 후보
| 연도 | 시상식                   | 부문                              | 작품             | 결과 | 출처                            |
| ---- | ------------------------ | --------------------------------- | ---------------- | ---- | ------------------------------- |
| 2004 | 제40회 백상예술대상      | 영화부문 여자 신인연기상          | 올드보이         | 수상 | 보관됨 2014-02-02 - 웨이백 머신 |
| 2004 | 제3회 대한민국영화대상   | 여우조연상                        | 올드보이         | 후보 |                                 |
| 2014 | 제1회 들꽃영화상         | 여우주연상                        | 그녀가 부른다    | 후보 |                                 |
| 2015 | SBS 연기대상             | 미니시리즈부문 여자 특별연기상    | 냄새를 보는 소녀 | 후보 |                                 |
| 2016 | 제10회 케이블TV 방송대상 | 케이블스타부문 공감스타상         | 나에게 건배      | 수상 |                                 |
| 2016 | SBS 연기대상             | 장편드라마 부문 여자 최우수연기상 | 대박             | 후보 |                                 |

### 내용주
1. ↑  《FILM2.0》 2008년 11월호 인터뷰 기사에서는 1학년 때라고 쓰고 있으나 윤진서의 산문집을 참고하여 여기서는 2학년으로 표기하였다.
2. ↑  《취화선》 DVD 기준으로 1시간 14분 25초 경에 등장.
3. ↑  옴니버스 영화 《쇼 미》(Show Me)는 2003년 8월 26일 서울 시네마오즈 상영관에서 처음 공개되었다(출처).
4. ↑  옴니버스 영화 《이공》(異共)은 2003년 12월 8일 SK텔레콤의 모바일 멀티미디어 서비스 준(June)을 통해 처음 공개되었다(출처).
5. ↑  포털사이트 다음의 무료 온라인 영화제인 ‘다음검색 필름페스티벌’ 상영작 중 하나로, 2004년 10월 25일 첫 공개되었다. (출처).
6. ↑  2003년 12월 22일부터 12월 25일까지 4회에 걸쳐 방송.
7. ↑  2004년 9월 17일 방송.
8. ↑  2013년 12월 8일 방송.

### 참조주
1. ↑  씨네21. “인물 - 윤진서”. 2014년 1월 31일에 확인함.
2. ↑  윤진서, 《Vivre sa vie》, 19쪽.
3. ↑  윤진서, 《Vivre sa vie》, 21쪽.
4. ↑  윤진서, 《Vivre sa vie》, 30쪽.
5. ↑  이영진 (2003년 12월 3일). “제게서 비현실적인 분위기가 풍기나요? <올드보이>의 배우 윤진서”. 《씨네21》. 2014년 6월 28일에 확인함.
6. ↑  윤진서, 《Vivre sa vie》, 27-29쪽.
7. ↑  황세원 (2007년 2월 9일). “‘바람피기 좋은 날’ 윤진서 “숱하게 떨어진 오디션…결국 비결은 솔직””. 쿠키뉴스. 2014년 1월 31일에 확인함.
8. ↑  하정민 (2008년 11월). “토크2.1 <이리> 윤진서”. 《FILM2.0》 (413). ISSN 1599-1261.
9. ↑  정명화 (2008년 11월 20일). “윤진서 "美 '올드보이' 수아 역은 무명배우가 했으면"”. 조이뉴스24. 2014년 7월 12일에 확인함.
10. 1 2  김규한 (2004년 9월 13일). “[인터뷰] <슈퍼스타 감사용> 윤진서 - 상큼한 청순미의 화신”. 맥스무비. 2014년 7월 14일에 원본 문서에서 보존된 문서. 2014년 7월 12일에 확인함. |제목=에 지움 문자가 있음(위치 1) (도움말)
11. ↑  이규창 (2004년 10월 14일). “'올드보이' 윤진서 vs '주홍글씨' 엄지원 닮은젊은?”. 스타뉴스. 2014년 7월 12일에 확인함.
12. ↑  박혜명 (2007년 8월 3일). “진서는 한사람이다”. 《씨네21》. 2014년 7월 12일에 확인함.
13. ↑  일간스포츠. “제46회 백상예술대상”. 2014년 2월 2일에 원본 문서에서 보존된 문서. 2014년 7월 12일에 확인함.
14. ↑  문용성 (2003년 12월 21일). “류승범-윤진서 '크리스마스 연인'”. 굿데이. 2003년 12월 24일에 원본 문서에서 보존된 문서. 2014년 7월 19일에 확인함.
15. ↑  이재원 (2004년 3월 25일). “서태지 또다시 윤진서 ‘찜’”. 스포츠투데이. 서태지는 7집 타이틀곡 ‘로보트’ 뮤직비디오에 이어 후속곡 ‘heffy end’ 뮤직비디오의 주인공으로 윤진서를 선택했다.
16. ↑  윤현진 (2009년 4월 7일). “서태지 ‘줄리엣’ 뮤비 주연, 최준영 ‘눈길’”. 뉴스엔. 2014년 7월 26일에 확인함.
17. ↑  윤고은 (2004년 9월 20일). “윤진서, 성우로부터 대사 맹연습”. 연합뉴스. 2014년 7월 19일에 확인함.
18. ↑  서병기 (2004년 11월 29일). “왜 강동원과 전지현이 과대평가된 남녀배우로 뽑혔을까?”. 헤럴드경제. 2014년 7월 19일에 확인함.
19. ↑  김현록 (2005년 8월 11일). “윤진서-정경호, 예비수녀-댄스가수 사랑 그려”. 스타뉴스. 2014년 7월 26일에 확인함.
20. ↑  정명화 (2005년 10월 5일). “윤진서, "불같은 사랑을 하고 싶다"”. 조이뉴스24. 2014년 7월 26일에 확인함.
21. ↑  고미석 (2005년 11월 3일). “[씨네리뷰]아! 기억속의 다락방…‘사랑해, 말순씨’”. 동아일보. 2014년 7월 26일에 확인함. |제목=에 지움 문자가 있음(위치 1) (도움말)
22. ↑  김천홍 (2005년 11월 3일). “윤진서, 청춘 멜로물 '울어도 좋습니까?' 촬영 시작”. 스포츠조선. 2014년 8월 2일에 확인함.
23. ↑  정우성 (2007년 3월). “영화 ‘바람피기 좋은 날’의 ‘작은 새’ 배우 윤진서”. 《레이디경향》. 2014년 10월 13일에 확인함.
24. ↑  정명화 (2007년 8월 14일). “[리뷰]'두사람이다', 수위 높은 올해 마지막 공포물”. 조이뉴스24. 2014년 10월 13일에 확인함. |제목=에 지움 문자가 있음(위치 1) (도움말)